# Агуайо, Габриэль
Габриэ́ль Агуа́йо Ди́ас (исп. Gabriel Aguayo Díaz; род. 10 февраля 2005) — парагвайский футболист, полузащитник клуба «Серро Портеньо».

## Клубная карьера
Агуайо — воспитанник клуба «Серро Портеньо». 15 марта 2024 года в матче против «Спортиво Лукеньо» он дебютировал в парагвайской Примере. 7 апреля в поединке против «Спортиво Триниденсе» Габриэль забил свой первый гол за «Серро Портеньо».

## Международная карьера
В 2025 году в составе молодёжной сборной Парагвая Агуайо принял участие в молодёжном чемпионате Южной Америки в Венесуэле. На турнире он сыграл в матчах против сборных Колумбии, Перу, Венесуэлы, Бразилии, Аргентины и дважды Уругвая и Чили.